# Amolops hainanensis
Espèce
Synonymes
- Staurois hainanensis Boulenger, 1900 "1899"

Statut de conservation UICN

 EN B2ab(iii,v) : En danger
Amolops hainanensis est une espèce d'amphibiens de la famille des Ranidae.

## Répartition
Cette espèce est endémique de Hainan en République populaire de Chine. Elle se rencontre entre 80 et 960 m d'altitude,.

## Description
L'holotype de Amolops hainanensis, une femelle, mesure 58 mm. Son dos est soit vert olive tacheté de noir ou noirâtre tacheté de vert olive.

## Étymologie
Son nom d'espèce, composé de hainan et du suffixe latin -ensis, « qui vit dans, qui habite », lui a été donné en référence au lieu de sa découverte.

## Publication originale
- Boulenger, 1900 "1899" : On the reptiles, batrachians, and fishes collected by the late M.. John Whitehead in the interior of Hainan. Proceedings of the Zoological Society of London, vol. 1999, p. 956-962 (texte intégral).